# Betonsprache
Betonsprache [beˈtõˌʃpʀaːxə, beˈtɔŋˌʃpʀaːxə], auch Hölzerne Sprache oder Holzsprache (englisch Wooden language, französisch Langue de bois), und totalitäre Sprache sowie auch Xyloglossie oder Xylolalie (altgriechisch ξύλον xylon, deutsch ‚Holz‘ und γλῶσσα glóssa, deutsch ‚Sprache‘ bzw. λαλιά lalia, deutsch ‚das Reden‘) genannt, ist eine rhetorische Figur, die ausschließlich propagandistischen Zwecken und der ideologischen Manipulation der Öffentlichkeit dient.

## Begriffsherkunft
Der Begriff hölzerne Sprache tauchte zu Beginn der 1970er Jahre auf und etablierte sich besonders in den 1980er Jahren. Es handelt sich dabei um ein durch das Polnische vermitteltes Lehnwort aus dem Russischen: Als дубовый язык ‚Sprache aus Eichenholz‘ wurde sowohl die Ausdrucksweise des massiven Verwaltungsapparats des untergehenden Zarenreichs als auch die der UdSSR bezeichnet. Im Zuge der polnischen Solidarność-Bewegung, die die russische Sprache generell als unterdrückend empfand, wurde dieser Begriff genutzt und auch von der englisch- und französischsprachigen Presse aufgegriffen.
Im Deutschen hat sich hingegen der Begriff „Betonsprache“ für die Sprache im Realsozialismus der DDR oder der UdSSR etabliert.
Bei Xyloglossie bzw. Xylolalie handelt es sich um zusammengesetzte Begriffe (Komposita), die selbst Betonsprache sind, was ihre Nutzung zur Beschreibung der Betonsprache ironisch werden lässt.

## Nutzung
Diese Art der Kommunikation wird dazu genutzt, Unwissenheit zu verstecken oder Auseinandersetzungen über Sachthemen zu umgehen, indem mithilfe von abstrakten und pompösen Ausdrücken Banalitäten verkündet werden. Es handelt sich dabei weniger um den Versuch, die Zuhörenden mit der eigenen Redegewandtheit zu beeindrucken, sondern um eine Strategie, die es ermöglicht, Themen oder Fragen auszuweichen, indem man inhaltlich schweigt, aber trotzdem spricht. Dies führt Gérard Lenclud darauf zurück, dass Politiker sich darüber freuen, gehört worden zu sein, sich aber nicht damit brüsten, verstanden worden zu sein.
Politikern wird oft vorgeworfen, dass sie sich der Betonsprache bedienen, um in einer Diskussion nicht klar Stellung beziehen zu müssen. Generell dient die Betonsprache in der Politik als ein Mittel der Diplomatie, indem sich die Worte ihre eigene Bedeutung neutralisieren bzw. abschwächen, sodass sich keiner der Verhandlungspartner angegriffen fühlen kann.
Betonsprache findet sich auch in Slogans oder Losungen, die leicht zu merken sind und jede weitere Diskussion ausklammern.
Beispiele:

«Deus, Pátria, Família»

„Gott, Vaterland, Familie“

«Tudo pela Nação, nada contra a Nação»

„Alles für die Nation, nichts gegen die Nation.“

«Vós pensais nos vossos filhos, eu penso nos filhos de todos vós»

„Ihr denkt an eure eigenen Kinder, wohingegen ich an euer aller Kinder denke.“

## Betroffene sprachliche Strukturen
Der Einfluss von Betonsprache ist auf die verschiedenen Bereiche der Sprache unterschiedlich stark. Während die Auswirkungen in Bereichen wie dem Lexikon oder der Pragmatik, die als wandelbarer angesehen werden, früher und stärker sichtbar werden, sind Veränderungen auf phonetischer Ebene oder sogar in der Grammatik weniger zahlreich und stellen sich erst nach längerer Zeit ein.
Die jahrzehntelange Wiederholung von Wendungen aus der Betonsprache zementiert zum einen die extreme Ungleichheit zwischen Kommunikationspartnern und führt zum anderen zu einem Sprachwandel, der Elemente der Betonsprache auch über das Ende der Beeinflussungsphase hinaus konservieren kann. Die folgenden Beispiele stammen aus der Volksrepublik Rumänien.

### Lexikon
Eindeutige Begriffe werden je nach Ideologie des Nutzers der hölzernen Sprache durch andere Wörter ersetzt, sodass die ursprüngliche Bedeutung und einhergehende Assoziationen verschleiert werden und in der Folge verschwinden. So wurden in der kommunistischen Diktatur religiöse Begriffe wie biserică (rumänisch ‚Kirche‘) oder mănăstire ‚Kloster‘ durch den neutralen Ausdruck monument ‚Denkmal‘ ersetzt. Auch physische und psychische Folter von politischen Gefangenen wurden nicht als solche bezeichnet, sondern a demasca ‚demaskieren‘ oder a reeduca ‚umerziehen‘ genannt.

### Phonetik
Durch die ständige Wiederholung immer gleicher Losungen verschleißt die Aussprache der einzelnen Wörter im selben Maße, wie sich ihre Bedeutung verliert. So kommt es selbst bei gehobenen Anlässen oder Reden zu umgangssprachlicher Aussprache: indicații ‚die Anleitungen‘ wurde von Funktionären oft als [indikətsiʲ] und nicht [indikatsiʲ] gesprochen. Wenn sich Wortbetonungen im Zuge der häufigen und stets expressiven Verwendung verschieben, kann die Verbindung zum Ursprungswort verloren gehen: die betonte Silbe in dem Wort prevederi ‚Verfügungen‘ verschob sich von [preveˈderʲ] zu [preˈvederʲ], sodass die Verbindung zu dem Verb a vedea ‚sehen‘ verloren ging.

### Morphosyntax
Auch die Verwendung von Verben kann sich durch ihren Gebrauch im Rahmen der Betonsprache wandeln: das intransitive Verb a gândi ‚denken‘ wurde häufig transitiv verwendet, wie in dem bis heute erhalten gebliebenen Ausdruck a gândi o măsură ‚eine Maßnahme erdenken‘ oder durch die sperrige Verbalphrase a face o gândire ‚einen Akt des Denkens vollführen‘ ersetzt.